# 线蕨
线蕨（学名：Leptochilus ellipticus）为水龙骨科薄唇蕨属下的一个种。